# Évariste de Parny
Évariste Desiré de Forges, vizconde de Parny (Saint-Paul, isla de la Reunión, 6 de febrero de 1753-París, 5 de diciembre de 1814), fue un poeta francés. 
Fue enviado a Francia a los nueve años, siendo educado en Rennes, y en 1771 se enroló en el ejército. Sin embargo, pronto regresó a su isla natal, donde se enamoró de una joven a la que se dirigía como Eleonore. Su padre rechazó consentir su unión con Parny, y ella se casó con otro hombre. Parny regresó a la Francia metropolitana, y publicó sus Poésies érotiques en 1778.
También publicó casi en el mismo tiempo su Voyage de Bourgogne (1777), escrito con la colaboración de su amigo Antoine de Berlín (1752-1790); Épître aux insurgents de Boston (1777), y Opuscules poétiques (1779). En 1796 apareció La Guerre des Dieux, un poema en el estilo del Pucelle de Voltaire, dirigido contra el cristianismo. 
Parny se dedicó en sus años finales casi completamente a la burlesca religiosa y política. Fue elegido para la academia en 1803, y en 1813 recibió una pensión de Napoleón. En 1805 hizo un extraordinario poema alegórico que atacaba a Jorge III, a su familia y su entorno, bajo el excéntrico título de Goddam! Goddam! par un French-dog.
Los poemas y elegías tempranas amorosas de Parny, sin embargo, demuestran una notable tolerancia y facilidad, buena cantidad de ternura, y una intuición e ingenio considerables. Una obra famosa, la Elegía a una Joven, sobresale en su tipo. 
Sus Œuvres choisies fueron publicadas en 1827. Hay un bosquejo de Parny en los Portraits contemporains de Sainte-Beuve.